# Спириллы
Спириллы (лат. Spirillum, от лат. spira, др.-греч. σπεῖρα — изгиб, извив, виток) — род бактерий, имеющих форму спирально извитых или дугообразно изогнутых палочек. Размеры спирилл варьируют у разных видов в широких пределах: ширина от 0,6—0,8 до 2—3 мкм, длина от 1—3,2 до 30—50 мкм. Не образуют спор, грамотрицательные, подвижны благодаря пучку жгутиков, расположенных на конце клетки. Существуют виды спирилл, плохо растущие на лабораторных питательных средах; отдельные виды вообще не были выделены в чистой культуре. Спириллы — сапрофиты; обитают в пресных и солёных водоёмах, встречаются также в загнивающей стоячей воде, навозной жиже и содержимом кишечника животных.

## Классификация
На октябрь 2021 года в род включают 2 валидных вида:
- Spirillum volutans Ehrenberg 1832typus
- Spirillum winogradskyi Podkopaeva et al. 2009

## Эпидемиология
Спириллы, распространяемые крысами, вызывают лихорадку укуса крыс. Характерные симптомы: язва на месте укуса, лимфаденопатия, сыпь, рецидивирующая лихорадка.